# Les Verts (Espagne)
Pour les articles homonymes, voir Les Verts.

Logo

Les Verts (en espagnol Los Verdes, de son nom complet Confederación de Los Verdes) est un parti politique espagnol de type écologiste.
C'est une confédération de partis, créée en 1984. Elle est membre du Parti vert européen.
Elle participe à la coalition électorale Europe des Peuples - les Verts en juin 2009.